# Oversvømmelserne i Centraleuropa 2013
Oversvømmelserne i den centrale europa 2013 fulgte efter flere dages kraftig regn i slutningen af maj og begyndelsen af juni 2013. Oversvømmelserne ramte især de sydøstlige dele af Tyskland (især staterne Thüringen, Sachsen, Sachsen-Anhalt, Bayern og Baden-Württemberg), Bøhmen-regionen i Tjekkiet og senerehen dele af Østrig og Schweiz. Mindst 10 blev meldt dræbt, mens flere tusinde blev evakueret fra vandmasserne.
Sommer- og forårs oversvømmelser er meget almindelige i centrale Europa, og er ofte forbundet med en særlig type lavtryk, der har sin oprindelse i Middelhavet og passerer over Alperne. De østrigske myndigheder frygtede en gentagelse af oversvømmelserne i 2002, der forårsagede skader for 55,9 milliarder kr. Den tjekkiske regering erklærede landet i undtagelsestilstand, og udkommanderede 1000 soldater til nødhjælpsarbejde.
Flere historiske bymidter blev truet af vandmasserne. Især Tjekkiets hovedstad Prag og den sydtyske by Passau, hvis historiske bymidte er kendt for at samle de to bifloder Ilz og Inn med Donau. Vandstanden i Passau var den 3. juni 12,5 meter over normalen, hvilket var den højeste vandstand målt siden 1505.
Flere andre tyske byer, herunder Chemnitz og Rosenheim udsendte advarsler til befolkningen.

## Vejrbetingelser
Foråret havde i flere regioner i det centrale Europa været det vådeste, siden man begyndte at registrere. De gennemsnitlige nedbørsmængder i Tyskland i maj 2003 var 178% større end normalen.
 Tekst mangler, hjælp os med at skrive teksten (Oversæt fra: Tysk Wikipedia)

## Tyskland
I Tyskland blev delstaterne Thüringen, Sachsen, Sachsen-Anhalt, Bayern og Baden-Württemberg påvirket af oversvømmelserne. Adskillelige floder gik over deres bredder, hvilket medførte at flere delstater udsendte katastrofeadvarsler. Dette drejede sig især om Bayern, Sachsen og Thüringen.
Den tyske regering indsatte den 3. juni 2013 1.760 soldater i kampen med vandmasserne. Det var især i byerne Passau, Leipzig og Glauchau.

## Tjekkiet
I 50 Bøhmiske amter blev der den 2. juni erklæret undtagelsestilstand. I Prag blev store dele af metroen, som løber gennem den historiske bymidte sat under vand. Flere af linjerne blev lukket.